# Denis D'Hondt
Denis D'Hondt (Vloesberg, 7 januari 1940) is een voormalig Belgisch volksvertegenwoordiger, senator en burgemeester.

## Levensloop
D'Hondt behaalde diploma's aan de rijksnormaalschool van Bergen (1958) en aan het Hoger Universitair instituut, afdeling orthopedagogie. Hij was van 1958 tot 1967 onderwijzer en van 1967 tot 1981 directeur van een instituut voor bijzonder onderwijs in Kain.
Hij werd liberaal militant en was van 1972 tot 1977 voorzitter van de jongerenafdeling van de toenmalige PLP, de voorloper van de PRL en daarna de MR. In de jaren '70 bouwde hij al een zekere politiek ervaring op, in de zin dat hij gedetacheerd werd naar verschillende ministeriële kabinetten, van 1973 tot 1974 bij Michel Toussaint, PLP-minister van Nationale Opvoeding, van 1974 tot 1977 bij Henri-François Van Aal, PSC-minister voor Franse Cultuur, en in 1981 als opdrachthouder bij PS-minister van Nationale Opvoeding Guy Mathot.
In oktober 1970 werd D'Hondt verkozen tot gemeenteraadslid van Vloesberg. Hij werd begin 1983 burgemeester van de gemeente, een functie die hij uitoefende tot in 1988. Hij zetelde vervolgens zes jaar in de oppositie, maar bekleedde van 1995 tot 2000 opnieuw de functie van burgemeester. Daarna werd hij tot in 2006 opnieuw raadslid in de oppositie, waarna hij de actieve politiek verliet. 
Van 1977 tot 1981 was hij voor de PRL provincieraadslid van Henegouwen. Nadien zetelde D'Hondt van 1981 tot 1991 voor het arrondissement Doornik-Aat-Moeskroen in de Kamer van volksvertegenwoordigers. Door de toen bestaande dubbelmandaten zetelde hij in dezelfde periode eveneens in de Waalse Gewestraad en de Raad van de Franse Gemeenschap. In de Kamer werd hij ondervoorzitter van de commissie Binnenlandse Zaken en van 1988 tot 1991 secretaris, in de Waalse Gewestraad was hij van november 1985 tot mei 1988 fractievoorzitter van zijn partij en van 1985 tot 1987 secretaris van de commissie Begroting, Financiën en Gesubsidieerde Werken en van 1984 tot 1985 maakte hij als secretaris deel uit van het bureau van de Raad van de Franse Gemeenschap. 
Bij de verkiezingen van 1991 werd Denis D'Hondt niet herkozen, waarna hij door zijn partij werd gecoöpteerd in de Senaat. Hij zetelde er tot in mei 1995 en werd toen voor het arrondissement Doornik-Aat-Moeskroen opnieuw verkozen in de Kamer. Van 1999 tot 2003 was hij quaestor van de assemblee. Hij verliet de nationale politiek in 2003, uit ongenoegen over de samenstelling van de MR-kieslijst in zijn provincie, waarbij hem slechts een bescheiden figurantenrol werd aangeboden.
Daarnaast was hij vanaf 1995 voorzitter van de PRL-afdeling van het arrondissement Aat en van 2000 tot 2002 ondervoorzitter van de PRL.